# Sucesión intestada
La sucesión intestada, también denominada sucesión abintestato, legal o legítima, es aquella sucesión hereditaria mortis causa que se produce en el caso de inexistencia o invalidez de testamento del fallecido. Dada la necesidad de la elección de un sucesor, y ante la inexistencia de voluntad escrita del fallecido, la ley suple esa voluntad designando sucesores por defecto.
La sucesión intestada, es un documento por el juez o por el notario en el que podemos ser declarados herederos cuando una persona fallece sin dejar testamento. Este trámite también es conocido como declaratoria de herederos. Se procede cuando el testamento no contiene herederos, o cuando el testamento otorgado ha sido declarado nulo por el juez. Como ejemplo de esto último, tenemos aquella situaciones en las que se prueba que testador sufría de demencia senil o deterioro mental. También se le conoce como Sucesión Legal; tiene sus efectos cuando no existen herederos específicos o documento legal como el testamento que indique el sucesor de la herencia; previo fallecimiento del titular de los bienes a heredar; a consecuencia de ello la ley tiene la obligación de indicar los herederos de dicha masa patrimonial.
Por ello, en el caso de la sucesión intestada los herederos son establecidos por la ley (herederos legales). La solución final adoptada difiere en cada sistema jurídico, aunque suele basarse en relaciones de consanguinidad y afinidad y suele incluir por este orden, a descendientes, ascendientes, cónyuge, colaterales y el Estado en último lugar.

## Regulación por país

### Argentina
En Argentina, la sucesión intestada se contempla como figura legal, siendo íntegramente regida por el Código Civil. Siendo su procedimiento aplicable cuando se compruebe la inexistencia de testamento otorgado por el causante.
En esta situación el Código establece una serie de normas para la determinación del o los herederos. A falta de testamento, la ley defiere la herencia a los parientes del difunto, primero a los descendientes y luego a los ascendientes, al viudo o viuda y al Estado Nacional o Provincia, en este orden:
1. La sucesión corresponde en primer lugar a la línea recta descendente (los hijos, nietos, etc).
2. A falta de hijos y descendientes del difunto le heredan sus ascendientes (padres, abuelos etc), concurriendo con el cónyuge.
3. A falta de descendientes y ascendiente, hereda el cónyuge sobreviviente, y si no hay, los parientes colaterales del fallecido hasta el cuarto grado (sobrinos nietos y primos hermanos).
4. No habiendo cónyuge sobreviviente, ni parientes del mismo en línea colateral hasta el cuarto grado, más allá del cual no se extiende el derecho de heredar abintestato y hereda el Estado Nacional o Provincial.

### España
En España, la sucesión intestada se contempla como figura legal. El Código Civil también la denomina sucesión legítima por ser aquella regulada por ley. Esta tiene lugar cuando:
- El causante muere sin dejar testamento o con testamento nulo o que haya perdido después su validez.
- El testamento no tiene institución de heredero en todo o en parte de los bienes, o no dispone de todos los que corresponden al testador.
- Falta la condición puesta a la institución del heredero o este muere antes que el testador, o repudia la herencia sin tener sustituto y sin que haya derecho a acrecer.
- El heredero instituido es incapaz de suceder.

En esta situación el Código civil establece una serie de normas para la determinación del o los herederos. A falta de testamento, la ley defiere la herencia a los parientes del difunto, al viudo o viuda y al Estado, en este orden:
1. La sucesión corresponde en primer lugar a la línea recta descendente: los hijos, nietos, etc.
2. A falta de hijos y descendientes del difunto le heredan sus ascendientes (padres, abuelos etc).
3. A falta de descendientes y ascendiente, hereda el cónyuge sobreviviente, y si no hay, los parientes colaterales del fallecido hasta el cuarto grado (tíos abuelos, sobrinos nietos y primos hermanos).
4. No habiendo cónyuge sobreviviente, ni parientes del mismo en línea colateral hasta el cuarto grado, más allá del cual no se extiende el derecho de heredar abintestato y hereda el Estado.

El cónyuge sobreviviente (viudo o viuda) tiene derecho como mínimo a:
- El usufructo de 1/3 en el caso de que haya descendientes del difunto.
- El usufructo de 1/2 en el caso de que no haya descendientes pero si ascendientes.
- La totalidad de la herencia en propiedad, si no hubiera ni hijos ni descendientes ni ascendientes.

### México
En México, Distrito Federal se regula por su Código Civil, el cual rige las sucesiones en su Libro III "De las Sucesiones", Título Cuarto "De la Sucesión Legítima" y los artículos que comprenden dicho apartado son del 159 al 163.
Específicamente en el artículo 1599 nos indica cuándo se tendrá que abrir una sucesión legítima los cuales son:
1. Cuando no hay testamento o este es nulo o inválido
2. Cuando el testador no disponga de todos sus bienes dentro del testamento
3. Cuando el heredero no cumpla con la condición impuesta a este por el testador
4. Cuando el heredero fallece antes que el testador o cuando el heredero repudie la herencia

En una sucesión legítima, los que tienen derecho a heredar son los descendientes, cónyuges, ascendientes, parientes colaterales hasta el cuarto grado y a falta de todos los anteriores, podrá heredar el Sistema Nacional para el Desarrollo Integral de la Familia. Cabe destacar que el parentesco por afinidad no da derecho a heredar.
La herencia de los descendientes se repartirá de la siguiente manera:
- Si sólo quedaren los hijos, se dividirá entre todos por partes iguales.
- Si concurren descendientes con el cónyuge supérstite, a este último le corresponderá la misma porción que a un hijo.
- Si quedaren hijos y descendientes de ulterior grado, los hijos heredaran por cabeza y los segundos por estirpes.
- Si concurren hijos con ascendientes, estos últimos sólo tendrán derecho a los alimentos sin que su porción sea mayor que la de un hijo.
- En el caso de adopción, este hereda como hijo pero no tiene derecho sobre otras sucesiones de los parientes del adoptante.

En caso de los ascendientes, la herencia se dividirá de la siguiente manera.
- A falta de descendientes y cónyuge, sucederán el padre y la madre por partes iguales.
- Si solo sobrevive el padre o la madre, este heredará todo.
- Si hay ascendientes por ambas líneas, es decir, paterna y materna, esta se dividirá para su repartición en dos partes iguales dando a cada uno la porción que corresponda dentro de cada línea.

El cónyuge supérstite hereda como hijo, en caso de que concurra con ascendientes, la herencia se dividirá en dos partes iguales y cuando el cónyuge concurra con hermanos del autor de la herencia, este tendrá dos tercios de la herencia y el tercio restante se dividirá entre los hermanos.
En caso de que sólo sobrevivan hermanos del autor de la herencia, esta se dividirá por partes iguales y a falta de hermanos, podrán heredar los hijos de éstos, dividiéndose la herencia por estirpes y la porción de cada estirpe por cabezas.
Sólo heredará el Sistema Nacional para el Desarrollo Integral de la Familia a falta de todos los herederos citados anteriormente y en caso de que no pueda quedarse con el bien inmueble conforme a lo establecido al artículo 27 Constitucional, se tendrán que vender en una subasta pública antes de la adjudicación y el precio que se obtenga irá al Sistema para el Desarrollo Integral de la Familia del Distrito Federal.

### Chile
En Chile, en el caso de la sucesión intestada, los herederos deben tramitar la posesión efectiva en el Registro Civil, para acceder legalmente a la herencia del causante. Esta posesión efectiva se publicará en un diario regional. Luego se ordenará la inscripción en el Registro Nacional de Posesiones Efectivas.
En el caso de sucesión intestada la ley determina los herederos en este orden:
- Primer orden: Sucesión a la línea recta descendiente que son los hijos, el cónyuge o el conviviente civil que sobrevive al causante. En el caso de haber fallecido algún hijo, heredan en su lugar sus descendientes. En estos casos, el cónyuge hereda el doble de lo que corresponde a un hijo, con un mínimo del 25% de la masa de bienes. La cuota del hijo fallecido se reparte entre los herederos de éste.
- Segundo orden: a falta de descendientes sucesión a la línea recta ascendiente que son los padres u otros ascendientes más próximos y el cónyuge o conviviente civil que sobrevive al causante. El cónyuge, de haberlo, tiene derecho a 2/3 de la herencia y los ascendientes al 1/3 restante. En caso de no haber uno u otro, corresponde la totalidad al que quede.
- Tercer orden: a falta de descendientes y ascendientes sucesión de los parientes colaterales directos que son los hermanos. En caso de estar fallecido alguno de los hermanos, heredan en su lugar sus descendientes. Los hermanos carnales (de ambos padres) heredan el doble que los hermanos de sólo un padre o madre.
- Cuarto orden: en caso de faltar todos los anteriores, heredan los colaterales más próximos, que son los parientes consanguíneos como los tíos o los primos del causante. Los parientes de doble conjunción (familiares de ambos padres del difunto) heredan el doble que los de simple conjunción (parientes de sólo uno de los padres).
- Quinto orden: A falta de herederos abintestados hereda el Estado.[7]

Una vez tomado posición, el heredero puede ejercer el derecho de cesión de herencia de su cuota a un tercero mediante escritura o contrato de compraventa, permuta, donación u otros, sin perder la calidad de heredero.
Venezuela